# Andreaeobryum macrosporum
Andreaeobryum macrosporum je dvoudomý druh mechů řazený do vlastní třídy Andreaeobryopsida. Roste na Aljašce a v části Kanady. Podobá se trochu třídě štěrbovky (Andreaeopsida), ale má mohutnou kalyptru, přece jenom jistý štět místo pseudopodií a volné chlopně tobolky. Je bazofilní, porůstá zásadité vápencové skály.